# John Romero
John Romero (* 28. října 1967 Colorado Springs, Colorado) je americký herní designér a programátor. Spoluzaložil společnost Id Software, která je tvůrcem her jako Wolfenstein 3D, Doom či Quake. Ve hře Doom 2 je ve 30. misi jeho hlava na kůlu. Jeho unikátní herní design a vývojářské nástroje udělaly revoluci v programátorské technice masově populárních stříleček v první osobě (FPS) v 90. letech 20. století. Ve firmě působil od jejího vzniku do roku 1996, kdy ji opustil a spoluzaložil společnost Ion Storm, která je známá především svou hrou Deus Ex. Romero však v tomto studiu pracoval na hře Daikatana, která neuspěla u kritiků ani hráčů a díky velkému rozpočtu a dlouhé době vývoje šlo o fatální neúspěch studia a Romera osobně. Přisuzuje se mu vytvoření slova "deathmatch".
V současné době působí ve společnosti Slipgate Ironworks. Je ženatý a z prvního manželství má dva syny.